# 卢俊
卢俊（?—?），北汉、辽国政治人物、驸马。
北汉英武帝劉繼元时，卢俊尚公主，为驸马都尉。保宁八年（976年）九月，北宋兵临北汉边境，卢俊赴辽国乞师有功。乾亨元年（979年）四月，卢俊自代州驰状告急。五月，北汉国亡，卢俊奔辽。六月，辽景宗任命卢俊为同政事门下平章事。次年，辽景宗以公主耶律淑哥下嫁卢俊，卢俊在辽国为驸马都尉。统和元年（983年）六月，卢俊与耶律淑哥不和，辽圣宗下诏让他们离婚，耶律淑哥改嫁萧神奴，卢俊出任为兴国军节度使，在辽国去世。